# Iluzie optică cu tabla de șah

Pătratele marcate cu A și B au aceeași nuanță de gri.

Iluzia optică cu umbre de pe tabla de șah este o iluzie optică publicată de Edward H. Adelson, profesor la MIT, în 1995.

## Descriere
Imaginea descrie o tablă de șah cu pătrate deschise și întunecate, umbrite parțial de un alt obiect (un cilindru). Iluzia optică este că zona etichetată A pare a fi o culoare mai închisă decât zona etichetată B. Cu toate acestea, în contextul imaginii bidimensionale, acestea au o luminozitate identică, adică au fost imprimate cu amestecuri identice de cerneală sau au fost afișate pe un ecran cu pixeli de culoare identică.
Iluzia funcționează prin context și experiențele noastre din trecut. Pătratele din tabla de șah marcate în figură cu literele A și B sunt redate în aceeași nuanță de gri, dar datorită contextului (mediului), ele apar complet diferite.

## Verificare

Un dreptunghi de aceeași culoare a fost desenat conectând cele două zone ale imaginii.

Faptul că cele două pătrate au aceeași culoare poate fi dovedit folosind oricare dintre următoarele metode:
- Deschideți iluzia într-un program de editare a imaginilor și utilizând instrumentul eyedropper  pentru a verifica dacă culorile sunt aceleași.
- Faceți clic dreapta pe imagine și selectați „Vizualizare imagine”. Acum măriți imaginea și țineți un deget în fața feței, blocând pătratul de conectare. Deoarece degetul dvs. are o culoare diferită și nu doar un ton, ochii dvs. vor putea compara A și B individual.
- Decupați o mască de carton. Vizualizând pătratele fără contextul înconjurător, puteți elimina efectul iluziei. O bucată de carton cu două cercuri îndepărtate va funcționa ca o mască pentru un ecran de computer sau pentru o bucată de hârtie imprimată.
- Conectați pătratele cu un dreptunghi de aceeași culoare, așa cum se vede în figura din dreapta. Sau cu două bare paralele verticale de aceeași culoare cu pătratul A sau B.
- Folosiți un fotometru .
- Imprimați imaginea. Tăiați fiecare pătrat de-a lungul marginilor și puneți-le unul lângă celălalt. [2]
- Izolați pătratele. Fără contextul înconjurător, efectul iluziei este risipit. Acest lucru se poate face folosind instrumentul eyedropper  în programe de editare a imaginilor, cum ar fi Gimp, pentru a testa valorile A & B și pentru a colora în dreptunghiurile adiacente nou folosind instrumentul găleata de vopsea.